# Aphrodes puella
Aphrodes puella är en insektsart som beskrevs av Curtis 1837. Aphrodes puella ingår i släktet Aphrodes och familjen dvärgstritar. Inga underarter finns listade i Catalogue of Life.